# Alan Grant (scénariste)
Pour les articles homonymes, voir Alan Grant.
Compléments
Batman
2000 AD
Alan Grant, né le 7 février 1949 à Bristol et mort le 20 juillet 2022,, est un scénariste de comics écossais.
C'est l'un des auteurs importants de Batman et 2000 AD, créateur de Anarky, Jeremiah Arkham, Victor Zsasz et du Ventriloque.